# Sant Josep de Cal Baró
La capella de Sant Josep és la capella particular de Cal Baró, de Bóixols, en el terme municipal d'Abella de la Conca, a la comarca del Pallars Jussà.
Com la casa de Cal Baró, en la qual està integrada, aquesta capella és al nord de la carretera L-511, al costat de l'escola del poble i a prop del cementiri. La resta del poble és tota a migdia de la carretera esmentada. Tota la façana de llevant del temple, l'única visible des de l'exterior, és al llarg d'aquesta via de comunicació.
És una petita església datable a l'Edat moderna, ocupa el sector nord-est de la casa de Cal Baró, i no s'hi celebra culte des de fa molts anys.

## Etimologia
Capella de Cal Baró, de Bóixols, advocada a sant Josep.